# Ribeirão Corrente (kommun)
Ribeirão Corrente är en kommun i Brasilien.   Den ligger i delstaten São Paulo, i den sydöstra delen av landet, 500 km söder om huvudstaden Brasília. Antalet invånare är 4 273.
Följande samhällen finns i Ribeirão Corrente:
- Ribeirão Corrente

Omgivningarna runt Ribeirão Corrente är en mosaik av jordbruksmark och naturlig växtlighet. Runt Ribeirão Corrente är det ganska glesbefolkat, med 28 invånare per kvadratkilometer.